# Teorema di Moser
Il teorema di Moser è un teorema nell'ambito della geometria delle varietà simplettiche.

## Il teorema
Sia {\displaystyle (M,\omega _{t})} una varietà simplettica per ogni {\displaystyle t\in [0,1]}, dove {\displaystyle \omega _{t}=(1-t)\omega _{0}+t\omega _{1}} e {\displaystyle [\omega _{0}]=[\omega _{1}]\in H^{2}(M)} (ovvero le due forme {\displaystyle \omega _{0},\omega _{1}} appartengono alla stessa classe nella coomologia di de Rham della varietà). Allora, esiste una famiglia di diffeomorfismi
{\displaystyle \rho \colon M\times \mathbb {R} \to M,\qquad (x,t)\mapsto \rho _{t}(x),}
tale che {\displaystyle \rho _{t}^{*}\omega _{t}=\omega _{0}.}

### Dimostrazione
Per dimostrare il teorema prima dimostriamo che esiste un campo vettoriale dipendente dal tempo {\displaystyle V_{t}\in {\mathfrak {X}}(M)} che soddisfa la seguente equazione (equazione di Moser)
{\displaystyle {\mathcal {L}}_{V_{t}}\omega _{t}+{\frac {d\omega _{t}}{dt}}=0.}
Infatti, per quanto riguarda il primo addendo si ottiene (applicando la formula di Cartan per la derivata di Lie)
{\displaystyle {\mathcal {L}}_{V_{t}}\omega _{t}=di_{V_{t}}\omega _{t}+i_{V_{t}}d\omega _{t}=di_{V_{t}}\omega _{t},}
dove si tenuto conto che {\displaystyle d\omega _{t}=0}. Per il secondo addendo invece, usando la definizione di {\displaystyle \omega _{t}} {\displaystyle {\frac {d\omega _{t}}{dt}}=\omega _{1}-\omega _{0}} ma dal momento che {\displaystyle [\omega _{0}]=[\omega _{1}]} allora {\displaystyle \omega _{1}-\omega _{0}=d\mu } per una qualche 1-forma {\displaystyle \mu }. L'equazione da provare diventa pertanto {\displaystyle d(i_{V_{t}}\omega _{t}+\mu )=0} la quale, dal momento che {\displaystyle \omega _{t}} è non degenere, è equivalente a
{\displaystyle i_{V_{t}}\omega _{t}+\mu =0\Longrightarrow \omega _{t}(V_{t},\cdot )=-\mu \Longrightarrow \omega _{t}^{\sharp }(V_{t})=-\mu \Longrightarrow V_{t}=\omega _{t}^{\flat }(-\mu ).}
Pertanto, l'equazione di Moser è soddisfatta da un campo della forma {\displaystyle V_{t}=\omega _{t}^{\flat }(-\mu )}.
Per dimostrare il teorema basta notare che
{\displaystyle \rho _{t}^{*}\left({\mathcal {L}}_{V_{t}}\omega _{t}+{\frac {d\omega _{t}}{dt}}\right)={\frac {d}{dt}}(\rho _{t}^{*}\omega _{t}),}
dove {\displaystyle \rho _{t}} è il flusso di {\displaystyle V_{t}}. Scegliendo opportunamente il campo {\displaystyle V_{t}} la precedente equazione si riduce a
{\displaystyle {\frac {d}{dt}}(\rho _{t}^{*}\omega _{t})=0.}
Pertanto {\displaystyle \rho _{t}^{*}\omega _{t}} non dipende da {\displaystyle t} e dunque {\displaystyle \rho _{0}^{*}\omega _{0}=\omega _{0}=\rho _{t}^{*}\omega _{t}}.

## Il teorema di Moser relativo
Date due strutture simplettiche {\displaystyle (M,\omega _{0})}, {\displaystyle (M,\omega _{1})} su una stessa varietà compatta {\displaystyle M},  e data una sottovarietà compatta {\displaystyle i\colon X\hookrightarrow M} tale che
{\displaystyle \omega _{0}|_{i(X)}=\omega _{1}|_{i(X)}}
si ha che esistono due intorni {\displaystyle U_{0},U_{1}} di {\displaystyle i(X)\subseteq M} ed un diffeomorfismo {\displaystyle \phi \colon U_{0}\to U_{1}} tali che {\displaystyle \phi ^{*}\omega _{1}=\omega _{0}}.

### Dimostrazione
Si prenda {\displaystyle U_{0}} come intorno tubulare di {\displaystyle i(X)}. Per ipotesi, si ha che esiste una qualche 1-forma {\displaystyle \mu } tale che {\displaystyle \omega _{1}-\omega _{0}=d\mu }. Possiamo scegliere che valga {\displaystyle \mu |_{i(X)}=0}. Si consideri la seguente forma simplettica
{\displaystyle \omega _{t}=(1-t)\omega _{0}+t\omega _{1},}
per {\displaystyle t\in [0,1]}: possiamo dire che {\displaystyle \omega _{t}} è simplettica su {\displaystyle U_{0}}, a meno di riscalamenti convessi per eliminare eventuali punti di singolarità della forma. È sufficiente applicare il primo teorema di Moser per trovare un diffeomorfismo {\displaystyle \phi _{t}\colon U_{0}\to U_{0}} tale che {\displaystyle \phi _{t}^{*}\omega _{t}=\omega _{0}}.